# Master's Sun
Master's Sun (hangeul : 주군의 태양 ; Jugun-ui taeyang) est une série télévisée sud-coréenne créée par les Sœurs Hong et diffusée en 2013 sur SBS en Corée du Sud,,.

## Synopsis
Tae Gong-Shil est une belle jeune femme, ayant la capacité de voir les fantômes errants, qui ont encore des affaires à régler sur Terre. Joo Joong-Won est le séduisant président de la compagnie Kingdom, possédant notamment un centre commercial, qui ne pense que par l'argent. Chaque action et décision doit lui rapporter énormément d'argent. Après une visite pour l'achat d'un terrain, Joo Joong-Won rencontre Tae Gong-Shil, qui découvre qu'en le touchant, les fantômes autour d'elle disparaissent. Bien évidemment, Joo Joong-Won ne la croit pas et la repousse continuellement. Tae Gong-Shil fera alors tout son possible pour se rapprocher de son "abri".

## Distribution

### Acteurs principaux
- Gong Hyo-jin : Tae Gong-shil
- So Ji-sub : Joo Jоong-won
- Seo In-guk : Kang Woo
- Kim Yoo-ri : Tae Yi-ryung

### Acteurs secondaires
- Kim Mi-kyung : Joo Sung-ran
- Lee Jong-won : Do Seok-chul
- Choi Jung-woo : Kim Gwi-do
- Park Hee-bon : Tae Gong-ri
- Kim Yong-gun : président Joo
- Lee Do-hyun : Lee Seung-mo
- Hong Eun-taek : Lee Seung-joon
- Lee Jae-won : Lee Han-joo
- Jeong Ga-eun : Ahn Jin-joo
- L (Kim Myung-soo) : Joo Joong-won (jeune)
- Han Bo-reum : "Cha Hee-joo" (Hanna Brown)
- Hwang Sun-hee : "Hanna Brown" (Cha Hee-joo)
- Lee Chun-hee : Yoo Jin-woo

### Acteurs invités
- Jin Yi-han : Yoo Hye-sung (épisode 1)
- Song Min-jung : Kim Mi-kyung (épisode 1)
- Lee Seung-hyung : le manager de Hye-sung (épisode 1)
- Nam Myung-ryul : l'homme ne veut pas vendre sa maison (épisode 1)
- Kim Dong-gyun : joueur fils (épisode 1)
- Lee Sung-woo : la date de Gong-shil (épisode 1)
- Bang Minah : Kim Ga-young (épisode 2)
- Kim Bo-ra : Ha Yoo-jin (épisode 2)
- Park Hyo-bin : Joo-hyun (épisode 2)
- Lee Hye-in : Lee Eun-seol (épisode 2)
- Kim Min-ha : Park Ji-eun (épisode 2)
- Yoo Kyung-ah : Choi Yoon-hee (épisode 3)
- Baek Seung-hyun : le mari de Yoon-hee (épisode 3)
- Jang Ga-hyun : rouge à lèvres rouge fantôme (épisode 4)
- Yoo Min-kyu : Ji-woo (épisode 5)
- Kim Bo-mi : Sun-young (épisode 5)
- Jeon Yang-ja : président Wang (épisode 5)
- Lee Yong-nyeo : Madame Go (épisodes 5 et 13)
- Hong Won-pyo : Hyung-chul (épisode 6)
- Jo Hwi-joon : Chang-min (épisode 7)
- Kim Hee-jung : Kang Gil-ja (épisode 8)
- Jung Chan : Louis Jang (épisode 9)
- Lee Hyo-rim : l'épouse de Louis Gang (épisode 9)
- Seo Hyo-rim : Park Seo-hyun (épisodes 9 et 10)
- Lee Jong-hyuk : Lee Jae-seok (épisode 11)
- Lee Jae-yong : Lee Yong-jae (épisode 11)

## Diffusion
- SBS (2013)
- Entertainment Channel (2013-2014) / CABLE No. 1 Channel (2014) / TVB J2 (2014)
- STAR Chinese Channel / FOX et FOX HD / CTV (2014)
- LaLaLaTV (2014)
- GMA Network (2014)
- MediaCorp Channel U (2014)
- MBC4 / FOX (سيد الشمس (2015
- 2017 Netflix

## Accueil

### Réception en Corée du Sud

#### Audiences
| Nombre d'épisodes | Date de diffusion | Part d'audience moyenne | Part d'audience moyenne     | Part d'audience moyenne | Part d'audience moyenne     |
| Nombre d'épisodes | Date de diffusion | TNmS Ratings            | TNmS Ratings                | AGB Nielsen             | AGB Nielsen                 |
| Nombre d'épisodes | Date de diffusion | Tout le pays            | Région de la capitale Séoul | Tout le pays            | Région de la capitale Séoul |
| ----------------- | ----------------- | ----------------------- | --------------------------- | ----------------------- | --------------------------- |
| 1                 | 7 août 2013       | 17,5 %                  | 21,6 %                      | 13,6 %                  | 14.8%                       |
| 2                 | 8 août 2013       | 15,9 %                  | 19,0 %                      | 14.4%                   | 15,8 %                      |
| 3                 | 14 août 2013      | 17,1 %                  | 20,2 %                      | 15,2 %                  | 16,6 %                      |
| 4                 | 15 août 2013      | 17,6 %                  | 19,5 %                      | 16,8 %                  | 17,6 %                      |
| 5                 | 21 août 2013      | 17,3 %                  | 19,5 %                      | 16,2 %                  | 17,4 %                      |
| 6                 | 22 août 2013      | 19,5 %                  | 22,6 %                      | 16,6 %                  | 17,5 %                      |
| 7                 | 28 août 2013      | 17,0 %                  | 18,9 %                      | 16,1 %                  | 17,2 %                      |
| 8                 | 29 août 2013      | 17,6 %                  | 20,2 %                      | 17,8 %                  | 19,2 %                      |
| 9                 | 4 septembre 2013  | 17,2 %                  | 20,0 %                      | 16,8 %                  | 18,3 %                      |
| 10                | 5 septembre 2013  | 17,3 %                  | 20,0 %                      | 17,3 %                  | 18,5 %                      |
| 11                | 11 septembre 2013 | 17,9 %                  | 20,8 %                      | 18,3 %                  | 20,0 %                      |
| 12                | 12 septembre 2013 | 19,7 %                  | 23,8 %                      | 19,3 %                  | 20,4 %                      |
| 13                | 19 septembre 2013 | 15.6%                   | 17.0%                       | 14,8 %                  | 15,7 %                      |
| 14                | 25 septembre 2013 | 18,4 %                  | 20,9 %                      | 18,4 %                  | 20,0 %                      |
| 15                | 26 septembre 2013 | 19,3 %                  | 21,5 %                      | 19,1 %                  | 19,7 %                      |
| 16                | 2 octobre 2013    | 18,9 %                  | 22,3 %                      | 19,7 %                  | 20,9 %                      |
| 17                | 3 octobre 2013    | 21.1%                   | 24.4%                       | 21.8%                   | 23.6%                       |
| Moyenne           | Moyenne           | 18,0 %                  | 20,7 %                      | 17,2 %                  | 18,4 %                      |

#### Prix et nominations
| Année | Prix                                 | Catégorie                                                     | Destinataire                  | Résultat   |
| ----- | ------------------------------------ | ------------------------------------------------------------- | ----------------------------- | ---------- |
| 2013  | 6th Korea Drama Awards               | Prix d'excellence, actrice                                    | Gong Hyo-jin                  | Nomination |
| 2013  | 6th Korea Drama Awards               | Best Young Actor                                              | Kim Myung-soo                 | Nomination |
| 2013  | 2nd APAN Star Awards                 | Prix d'excellence, acteur                                     | So Ji-sub                     | Nomination |
| 2013  | 2nd APAN Star Awards                 | Prix d'excellence, actrice                                    | Gong Hyo-jin                  | Nomination |
| 2013  | 2nd APAN Star Awards                 | Meilleure nouvelle actrice                                    | Kim Yoo-ri                    | Lauréat    |
| 2013  | 5th MelOn Music Awards               | Meilleure chanson thème                                       | Touch Love - Yoon Mi-rae      | Lauréat    |
| 2013  | 15th Mnet Asian Music Awards         | Meilleure chanson thème                                       | Touch Love - Yoon Mi-rae      | Lauréat    |
| 2013  | SBS Drama Awards                     | Prix d'excellence Haut[pas clair], acteur dans une mini-série | So Ji-sub                     | Lauréat    |
| 2013  | SBS Drama Awards                     | Prix d'excellence, actrice dans une mini-série                | Gong Hyo-jin                  | Nomination |
| 2013  | SBS Drama Awards                     | Prix spécial, acteur dans une mini-série                      | Choi Jung-woo                 | Nomination |
| 2013  | SBS Drama Awards                     | Prix spécial, actrice dans une mini-série                     | Kim Mi-kyung                  | Lauréat    |
| 2013  | SBS Drama Awards                     | Nouvelle récompense de l'artiste[Quoi ?]                      | Kim Yoo-ri                    | Lauréat    |
| 2013  | SBS Drama Awards                     | Nouvelle récompense de l'artiste[Quoi ?]                      | Seo In-guk                    | Lauréat    |
| 2013  | SBS Drama Awards                     | Meilleur couple prix                                          | So Ji-sub et Gong Hyo-jin     | Nomination |
| 2013  | SBS Drama Awards                     | Top 10 Stars                                                  | So Ji-sub                     | Lauréat    |
| 2014  | 50th Baeksang Arts Awards            | La plupart acteur populaire[Quoi ?] (télévision)              | Seo In-guk                    | Nomination |
| 2014  | 50th Baeksang Arts Awards            | La plupart acteur populaire[Quoi ?] (télévision)              | So Ji-sub                     | Nomination |
| 2014  | 50th Baeksang Arts Awards            | La plupart actrice populaire[pas clair] (télévision)          | Gong Hyo-jin                  | Nomination |
| 2014  | 9th Seoul International Drama Awards | Meilleur drama coréen                                         | Master's Sun                  | Nomination |
| 2014  | 9th Seoul International Drama Awards | Meilleur acteur                                               | So Ji-sub                     | Nomination |
| 2014  | 9th Seoul International Drama Awards | Meilleure actrice                                             | Gong Hyo-jin                  | Nomination |
| 2014  | 9th Seoul International Drama Awards | Meilleure chanson thème de drama coréen                       | You Make Me Go Crazy - Hyolyn | Nomination |
| 2014  | 9th Seoul International Drama Awards | Meilleure chanson thème de drama coréen                       | Touch Love - Yoon Mi-rae      | Nomination |
| 2014  | 7th Korea Drama Awards               | Meilleure chanson thème                                       | Touch Love - Yoon Mi-rae      | Nomination |

### Réception dans les pays francophones
Le drama est bien reçu dans les pays francophones, par les spécialistes comme les spectateurs.
Master's Sun figure dans la sélection établie par Jessica Cohen, la créatrice du magazine K-Society, dans l'ouvrage K-dramas : 100 séries télé coréennes incontournables. Selon elle, le drama s'illustre davantage dans le registre de la comédie romantique que dans l'épouvante : « Cette pépite de rom-com fantastique, avec sa touche d'horreur bien dosée, fait rire plus que trembler grâce à un couple à l'alchimie envoûtante et des fantômes pas si malveillants aux histoires attachantes. Les Sœurs Hong utilisent avec intelligence le contact entre les deux protagonistes comme bouclier contre les fantômes ».
Dans son Guide des K-dramas : 150 recommandations de dramas asiatiques, la vidéaste Sam partage un ressenti similaire : « Si vous avez peur des fantômes, ne vous inquiétez pas, vous ne serez pas effrayés par ceux de Master's Sun [...]. Ils apportent beaucoup d'humour et d'émotion à la série, permettant aux deux protagonistes d'évoluer ».
Côté public, le site spécialisé Nautiljon recense une moyenne de 8,8/10 et SensCritique une moyenne de 7,3/10.

### Sources
- (en) Cet article est partiellement ou en totalité issu de l’article de Wikipédia en anglais intitulé « Master's Sun » (voir la liste des auteurs).